# Giorgia di Torres
Giorgia di Torres (fine X secolo – inizi XI secolo) secondo il Condaghe di San Gavino era la sorella di Comita di Torres, capostipite della dinastia dei giudici di Torres.

## Biografia
Personaggio che spesso riemerge nella tradizione popolare del Logudoro in qualità di donna dalla personalità forte. Si interessava di esazioni fiscali, di programmazione nel campo dell'attività pastorale; incoraggiava interventi di edilizia: avrebbe patrocinato la costruzione delle strutture basso-medioevali della chiesa di S. Maria di Ardara, del castello residenziale della stessa capitale giudicale, oltre ad interventi più modesti in centri rurali come la curtis di Ardu. Le sue caratteristiche più decise le avrebbe mostrate nel campo militare. Avrebbe condutto imprese armate contro le forze galluresi al comando di Baldo, che sconfisse e condusse prigioniero ad Ardara.
La letteratura dal '500 ad oggi ha generalmente riservato una certa credibilità alla sua presenza storica, pur con diversi interventi in senso negativo. Il suo nome ha dato origine a diversi toponimi - con particolare riferimento a località strategiche - soprattutto nell'area di confine tra Logudoro e Gallura. Con una certa prudenza oggi si tende a non escludere Giorgia dall'elenco delle personalità dei primi tempi del giudicato di Torres. Non è comunque da confondere con la Giorgia, figlia di Comita II e di Agnese di Saluzzo (unica menzione 1210), che sposò Manuele Doria.